# Neptis lermanni
Neptis lermanni är en fjärilsart som beskrevs av Aurivillius 1896. Neptis lermanni ingår i släktet Neptis och familjen praktfjärilar. Inga underarter finns listade i Catalogue of Life.